# Diego Cavalieri
Diego Cavalieri (São Paulo, 1 de dezembro de 1982) é um ex-futebolista brasileiro que atuava como goleiro.
Atleta de elevada estatura, 1,89 m, Cavalieri tinha como uma de suas principais características a sua habilidade em defender pênaltis. Considerado por muitos especialistas como um dos principais responsáveis pelo título do Campeonato Brasileiro de 2012, conquistado pelo Fluminense.
Revelado pelo Palmeiras, Diego Cavalieri foi preparado para ser o sucessor de Marcos. Pelo clube alviverde, o goleiro conquistou a Série B do Campeonato Brasileiro de 2003 e o Campeonato Paulista de 2008. Suas boas exibições pelo Palmeiras lhe renderam, em 2008, uma transferência para o Liverpool, avaliada em cerca de R$ 9,5 milhões. No clube inglês, entretanto, o atleta não teve chances de mostrar seu futebol e, após duas temporadas na reserva do espanhol Pepe Reina - onde disputou somente dez partidas - transferiu-se para o Cesena. No clube italiano, novamente, Cavalieri encontrou dificuldades para jogar. Uma nova temporada na reserva - dessa vez do italiano Francesco Antonioli - fez com que o goleiro acertasse, no final de 2010, a sua transferência para o Fluminense.
Apesar de ter sido contratado para ser titular da meta tricolor, Cavalieri encontrou dificuldades em sua adaptação e foi relegado à condição de reserva de Ricardo Berna, goleiro titular do título do Campeonato Brasileiro de 2010. Cavalieri viria a assumir a titularidade da meta tricolor com a chegada do técnico Abel Braga ao clube carioca. Suas boas exibições com a camisa do Fluminense lhe renderam, em 2012, o prêmio de melhor goleiro do Campeonato Carioca e o de melhor goleiro do Campeonato Brasileiro, competições do qual sagrou-se campeão nesse ano.

## Carreira

### Palmeiras
Cavalieri, com seus 86 kg e 1,91 m de altura estreou no dia 24 de julho de 2002, contra o Rio Claro, com vitória do Palmeiras por 4 a 0. Palmeirense de coração, Diego foi destaque nas categorias de base do Palmeiras e treinava há muito tempo com o renomado Marcos.
Suas principais características, segundo os analistas, são as constantes boas defesas com as pernas, visão de jogo, habilidade em pegar pênaltis, além da influência junto ao grupo, com muita liderança. Constantemente, Diego Cavalieri, defendendo o gol do Palmeiras, se mostrava excelente em partidas decisivas.
Em 2007, Cavalieri se mostrou um dos melhores goleiros do Campeonato Brasileiro juntamente com Felipe e Rogério Ceni. Ficou lembrado pelos torcedores como um ídolo do Palmeiras.

### Liverpool
Em 11 de julho de 2008, foi apresentado oficialmente pelo Liverpool da Inglaterra, e era reserva do goleiro espanhol Pepe Reina. A transação custou aos ingleses € 4 milhões (cerca de 10 milhões de Reais). Ele então permaneceu durante muito tempo sem jogar, e com poucas chances de mostrar serviço ficou sumido por um tempo do cenário do futebol mundial. E acabou rescindindo o contrato com o clube.

### Cesena
Em 17 de agosto de 2010, o goleiro acertou a transferência para o Cesena, clube que acabara de voltar à Serie A, após ter rescindido seu contrato com o clube Inglês.
Rescindiu o contrato com Cesena no dia 16 de dezembro de 2010, sem ter atuado nenhuma partida oficial pelo clube.

### Fluminense

#### 2011
No dia 29 de dezembro de 2010, Diego foi liberado pelo Cesena e acertou com o Fluminense. Depois de dois anos e meio atuando no futebol europeu, o goleiro retorna ao Brasil para a temporada 2011. Depois de um pequeno período turbulento o goleiro se firmou como titular no gol tricolor durante o campeonato desse mesmo ano. Passada a má fase ele então se tornou essencial para a defesa tricolor no ano de 2011.
Durante o jogo entre Fluminense e América Mineiro no Nilton Santos, o América jogava melhor que o Fluminense até que o juiz marcou um pênalti para o América. Pênalti que Fábio Júnior cobrou e o goleiro Cavalieri defendeu, jogando a bola em sua trave esquerda. A Torcida Tricolor comemorou como se fosse gol, mas o Coelho continuava no campo adversário.Mas Cavalieri falhou no lance seguinte de escanteio e não conseguiu evitar a derrota do Fluminense por 2 a 1.

#### 2012
Em 23 de Fevereiro de 2012, na semifinal do Campeonato Carioca o Fluminense estava 1 a 1 com o Botafogo e o jogo estava indo para os pênaltis e até o final o jogadores do Fluminense tinham convertido 4 e do Botafogo 3 até que no pênalti em que Loco Abreu bateu no canto direito de Cavalieri, ele pegou e levou o Fluminense para a final do campeonato.Cavalieri atuou pela primeira vez no estádio de La Bombonera em 7 de março de 2012, praticou várias defesas salvando o fluminense em chutes de Santiago Silva e Walter Erviti, e venceu junto com o Fluminense pela primeira vez em sua carreira como poucos que venceram no estádio do Boca Juniors em Buenos Aires. E acabando com a invencibilidade do Boca Juniors de 36 partidas.
Em 26 de Abril de 2012, Cavalieri fez uma bela defesa na cobrança de pênalti de Jesús Dátolo e garantindo o empate fora de casa por 0 a 0 no Beira-Rio.E foi nomeado como melhor defesa do mês de Abril.
Em 30 de junho de 2012, Cavalieri salvou o Fluminense em vários lances do Náutico, Fez uma defesa de cara com o jogador Souza, em que ele chutou a queima-roupa e Cavalieri espalmou para o lado, e o Flu conseguiu a vitória com dois gols de Samuel nos Aflitos em Pernambuco, com gols aos 29 do primeiro tempo e aos 26 do segundo.Na Partida válida pela 14ª Rodada do Campeonato Brasileiro entre Fluminense e Coritiba, Cavalieri fez 7 defesas durante todo o jogo e três delas, grandes defesas ajudando o Fluminense a não sofrer o gols logo no início do primeiro tempo.O Fluminense venceu o jogo por 2 a 0 em Curitiba, o primeiro jogo que Cavalieri venceu com o Fluminense no Couto Pereira.
Durante a partida entre Flamengo e Fluminense em 30 de setembro de 2012, celebrando o Fla-Flu, Vágner Love acertou um chute no pescoço de Cavalieri quando ele tentava uma bicicleta, Cavalieri caiu no chão e começou a sentir dores na garganta. Mesmo jogo em que no fim da partida, Cavalieri defendeu um pênalti batido por Darío Bottinelli, garantindo a vitória tricolor por 1 a 0. 
| “ | Senti muitas dores e quase fiquei sem voz, foi muito difícil de eu me comunicar com o time | ” |

Em 11 de novembro, Cavalieri atuou no título de Tetracampeão do Fluminense. Fez boas defesas, em uma chance de chute de Maurício Ramos que ele defendeu em cima da linha.Sofreu 2 gols do Palmeiras mas o Fluminense conquistou o título vencendo por 3 a 2. Chegou aos 100 jogos pelo Fluminense na partida contra o Sport em Recife em que seu time saiu na frente com Fred mas Felipe Azevedo cedeu o empate aos 47 minutos do primeiro tempo.Foi considerado o melhor goleiro do Campeonato Brasileiro de 2012.

#### 2013
Voltou ao Fluminense no ano de 2013 contra o Botafogo pela terceira rodada do campeonato carioca em 27 de janeiro, no Nilton Santos.No seu segundo clássico do ano sofreu um gol no final do primeiro tempo contra o Vasco mas sua equipe conseguiu o empate no final por 1 a 1 também no Nilton Santos.Ficou por 3 partidas sem sofrer gols no campeonato carioca completando a série em 6 de abril.Completou sua quarta partida sem sofrer gols contra o Grêmio no empate sem gols pela Libertadores. Mas perdeu a invencibilidade de ficar sem sofrer gols após perder o jogo contra o Flamengo em 14 de abril, por 3 a 1 no Raulino de Oliveira.Conquistou a classificação para as quartas de final da Copa Libertadores após bater o Emelec do Equador por 2 a 0 em 8 de maio. O Flu foi eliminado nas quartas-de-final, da Libertadores, ao perder para o Olimpia, no Paraguai.
Foi convocado, por Felipão, para ser o terceiro arqueiro da seleção brasileira, na Copa das Confederações onde Brasil conquistou, em sua casa, o quarto título. No mesmo dia dessa conquista, após a excelente vitória de 3x0 contra a Espanha, algo engraçado ficou numa fotografia do prêmio, graças a presença de Cavalieri, e mesmo estando de longe. Hulk e Réver, no vestirário, posaram para uma foto com o troféu, da Copa das Confederações, nas mãos. Cavalieri estava sem roupas, e teve a surpresa de aparecer na imagem.
No dia 17 de novembro de 2013, após a vitória contra o São Paulo no Maracanã, por 2x1, uma pequena torcedora, que queria sua camisa, teve o carinho do ídolo, após ter seu desejo atendido.  Letícia Alencar Formoso Lannes, de apenas 10 anos, ganhou um presente que certamente marcou sua ainda curta história como torcedora. Após o fim da partida, o goleiro Diego Cavalieri, ao notar um cartaz levado pela jovem ao estádio, com os dizeres ‘Seja meu papai Noel, quero sua camisa‘, se solidarizou e deu o presente a ela. O arqueiro segurou Letícia em seus braços. Cena que a fã não esquece, e se emociona ao lembrar no dia seguinte ao fato.

#### 2014

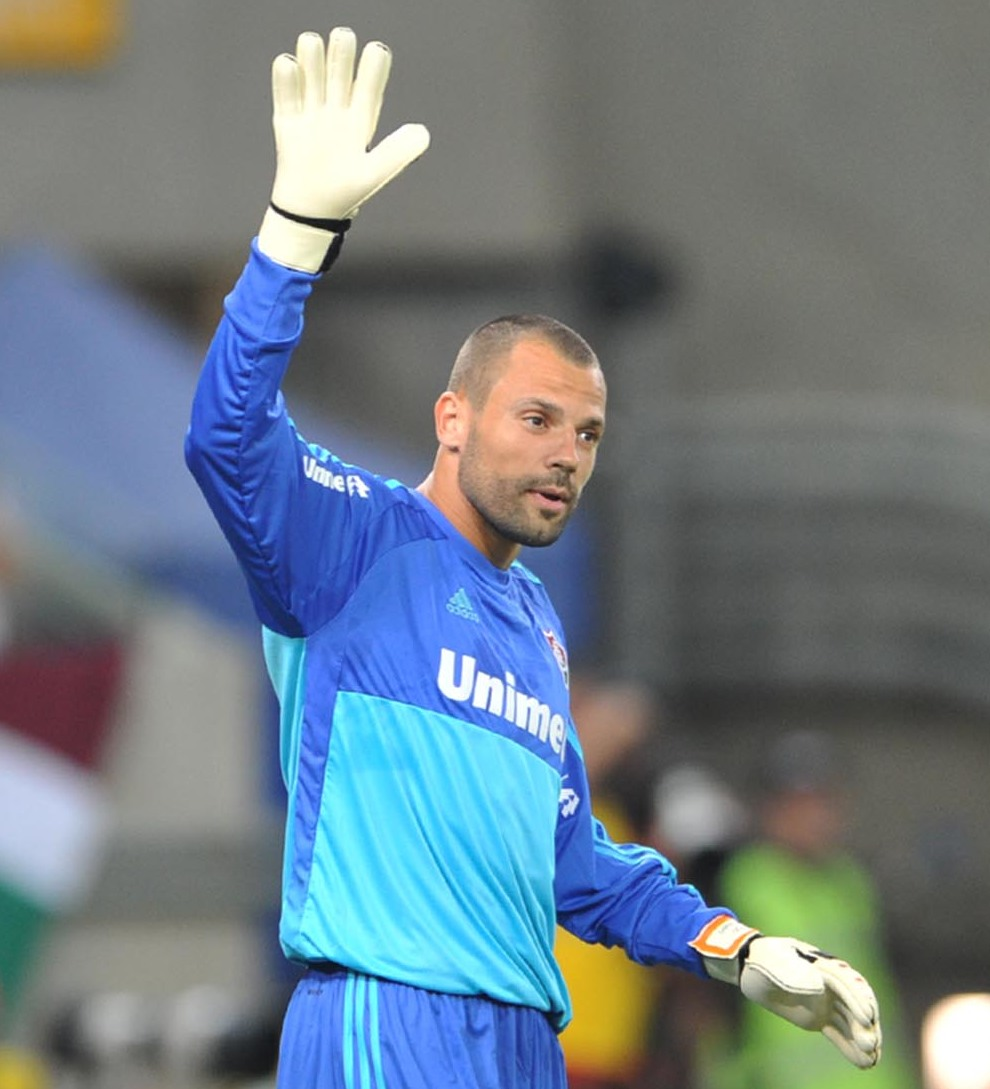
Cavalieri com o Fluminense em 2014

O Flu fez um bom campeonato Carioca 2014, mas foi eliminado, para o Vasco, por 1x0, no jogo de volta, da semi-final, o de ida foi 1x1. Bastava empatar que se classificaria para decisão. Nos minutos finais, da partida contra o cruzmaltino, Cavalieri esteve na área adversária, durante uma cobrança de falta, para ajudar seu time fazer o gol . O goleiro não encostou os pés, e nem a cabeça, na bola desse lance, apenas esteve presente nesta oportunidade.
Na Copa do Brasil, o Fluminense foi eliminado de forma inacreditável. Venceu o América-RN por 3x0 em Natal, mas perderam no Maracanã por 5x2. Cavalieri falhou, em 2 gols, na marcante goleada dentro de casa.
No dia 26 de outubro de 2014, Diego Cavalieri completou 200 jogos contra o Atlético Paranaense, onde o Tricolor das Laranjeiras venceu por 2 a 1.
Na vitória contra o Corinthians por 5 a 2 no dia 30 de novembro de 2014, Diego Cavalieri teve uma atuação excelente, mesmo levando 2 gols, notadamente quando o Flu ficou com menos 1 jogador por expulsão, quando defendeu inclusive um pênalti batido pelo lateral esquerdo Fábio Santos. Em dezembro, renovou com o Tricolor por mais 4 anos.

#### 2015
No Campeonato Carioca de 2015, a classificação para a semifinal foi suada. O Flu precisava derrotar o Madureira na última rodada, antes da fase mata-mata, e conseguiu vencer por 2x1. O tricolor enfrentou o alvinegro na penúltima fase. Venceu o jogo inicial por 2x1, mas perdeu o segundo pelo mesmo placar. Foi eliminado, por 9x8, nos pênaltis. Os goleiros precisaram atuar também como cobradores. Cavalieri embora pegou a quinta, e decisiva, cobrança, além da primeira, não teve sorte como batedor, literalmente isolou a bola. O arqueiro Renan aproveitou a oportunidade, fezendendo o gol da classificação. No sexto chute da decisão, do zagueiro Renan Fonseca, embora Diego atirou-se para o lado certo, conseguindo espalmar, a bola terminou dentro do gol.
No primeiro turno do brasileirão, em Serra Dourada, Cavalieri pegou um penalti decisivo contra o Goiás, quando a partida ainda estava empatada. Depois de impedir essa boa chance do esmeraldino, com gol de Edson o Fluminense virou.  O Tricolor venceu o Goiás por 2x1.
No dia 4 de outubro, o Fluminense foi derrotado por 3 a 1 pelo Santos, no 1º gol, Diego Cavalieri ao tentar sair jogando, chutou a bola em cima do jogador do Alvinegro Praiano, Lucas Lima, e a bola acabou entrando dentro do próprio gol.
Sua equipe, teve excelente participação na Copa do Brasil 2015. Cavalieri fez defesas importantes, no jogo de volta contra o Grêmio, garantindo o empate que classificou o tricolor Carioca para a penúltima fase. No Maracanã o jogo foi 0x0. Graças ao 1x1, em Porto Alegre, o Fluminense foi para a semi-final. O camisa 12, e Fred que fez o gol, foram os heróis da Classificação no Olímpico. No jogo contra o Palmeiras, venceram por 2x1 no Rio, mas perderam no Allianz Parque também por 2x1. No estádio palmeirense, Diego Cavalieri defendeu penalti, no primeiro tempo, mas minutos segundos depois, de seu esforço, a zaga do Flu teve a irresponsabilidade de não mandar a bola para escanteio,  deixando a sobra para o "verdão" ampliar. Graças ao gol do camisa 9,  o Fluminense fez o que precisava para levar a partida para a "loteria-decisiva", onde teve a derrota por 4x1. O goleirão, das Laranjeiras, não conseguiu defender nenhuma das cobranças .

#### 2017
Em 28 de dezembro de 2017, devido a problemas financeiros do clube das laranjeiras, é dispensado junto de mais sete atletas do elenco tricolor.

### Crystal Palace
Em 2 de março de 2018, assinou um contrato com o Crystal Palace, até o término da temporada, onde assumiu a camisa 16. No dia 9 de junho de 2018, ao fim do contrato, foi liberado do clube, três meses após ser contratado e sem estrear.

### Botafogo
Em 20 de dezembro de 2018, assinou com o Botafogo, para ser reserva imediato do goleiro paraguaio Gatito Fernández. Após a lesão de Gatito na temporada de 2020, Cavalieri assumiu a titularidade do time atuando em 28 jogos, porém, na reta final do Campeonato Brasileiro ele veio a sofrer uma lesão que o tirou do restante da competição, sendo substituído por Diego Loureiro (o então terceiro goleiro do time). Cavalieri não chegou a atuar na temporada de 2021, tendo a sua saída do clube anunciada em 15 de setembro do mesmo ano.

### Aposentadoria
Em 22 de março de 2023, em entrevista ao portal ge, Cavalieri anunciou oficialmente a sua aposentadoria.

## Seleção Brasileira

### Superclássico das Américas
Em 13 de novembro de 2012, Cavalieri foi convocado para Seleção Brasileira para o confronto contra Argentina válido pelo segundo jogo do Super Clássico das Américas. Jogou a primeira partida contra a Argentina começando como titular. Cavalieri sofreu dois gols da Argentina e dois de Scocco e o Brasil perdeu por 2 a 1 indo para os pênaltis. Defendeu um pênalti e o Brasil venceu por 4 a 3.
O presidente da CBF, José Maria Marin, exigiu a convocação de Fred e Diego Cavalieri para o Superclássico das Américas de 2012. Mano acatou e conquistou o título, mas foi demitido após a competição. 
Foi convocado pela segunda vez em 5 de março de 2013, para o amistoso dia 21 de março contra a Itália e Rússia em 25 de março. Dois em que a seleção empatou o primeiro contra a Itália por 2 a 2 e no segundo por 1 a 1 e não atuou em nenhum dos jogos, três semanas depois jogou o amistoso contra o Chile na reinauguração do Mineirão também terminando empatado o jogo por 2 a 2 com gol de Vargas no fim.

### Copa das Confederações de 2013
Em 14 de maio de 2013, foi convocado para a Copa das Confederações no Brasil, competição na qual a Seleção Brasileira sagrou-se campeã.

## Estatísticas

### Seleção
| Brasil | Brasil | Brasil |
| Ano    | Jogos  | Gols   |
| ------ | ------ | ------ |
| 2012   | 1      | 0      |
| 2013   | 2      | 0      |
| Total  | 3      | 0      |

Todos os jogos pela seleção
| Nº | Data                   | Competição                 | Local                |        | Placar   | Adversário | Gols |
| -- | ---------------------- | -------------------------- | -------------------- | ------ | -------- | ---------- | ---- |
| 01 | 21 de novembro de 2012 | Superclássico das Américas | Buenos Aires (ARG)   | Brasil | 1 — 2[a] | Argentina  | —    |
| 02 | 24 de abril de 2013    | Amistoso                   | Belo Horizonte (BRA) | Brasil | 2 — 2    | Chile      | —    |
| 03 | 15 de outubro de 2013  | Amistoso                   | Pequim (CHN)         | Brasil | 2 — 0    | Zâmbia     | —    |

## Títulos
Palmeiras
- Campeonato Brasileiro - Série B: 2003
- Troféu 90 Anos do Esporte Clube Taubaté: 2004[carece de fontes?]
- Campeonato Paulista: 2008

Fluminense
- Taça Guanabara: 2012, 2017
- Campeonato Carioca: 2012
- Campeonato Brasileiro: 2012
- Primeira Liga: 2016

Seleção Brasileira
- Mundial Sub-17: 1999
- Superclássico das Américas: 2012
- Copa das Confederações: 2013

Seleção Paulista
- Troféu Miguel Arraes: 2007[48][49]

### Prêmios individuais
- Segundo melhor goleiro do Campeonato Brasileiro de 2006[carece de fontes?]

«Papo de Bola - Prêmio Campeonato Brasileiro 2006». papodebola.com.br. Consultado em 24 de maio de 2012. Arquivado do original em 18 de junho de 2012
</ref>
- Terceiro melhor goleiro do Campeonato Brasileiro de 2007[carece de fontes?]
- Melhor goleiro do Campeonato Carioca de 2012[50]
- Melhor goleiro do Campeonato Brasileiro de 2012
- Melhor Goleiro do Campeonato Brasileiro (Troféu Mesa Redonda): 2012
- Craque da Rodada - Troféu Armando Nogueira para o Melhor Jogador da 7ª Rodada do Campeonato Brasileiro de Futebol de 2012 - Série A - Nota 9,0 [51]
- Craque da Rodada - Troféu Armando Nogueira para o Melhor Jogador da 27ª Rodada do Campeonato Brasileiro de Futebol de 2012 - Série A - Nota 9,5 [52]

## Estilo de jogo
Cavalieri é conhecido pela sua frieza e habilidade debaixo das traves, sendo considerado um especialista em defender pênaltis. 